# ادیان شرق آسیا

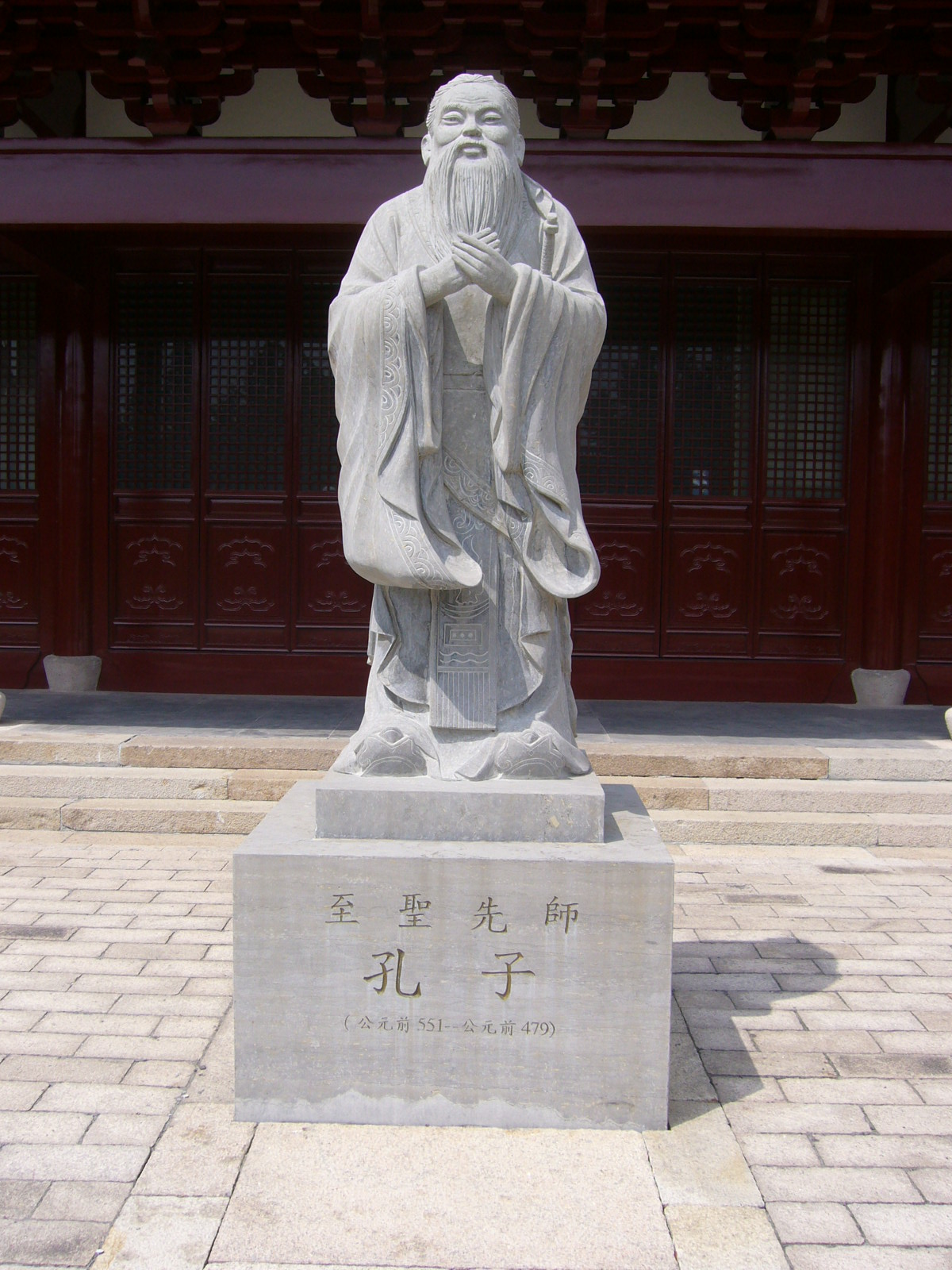
نماد ادیان شرق آسیا

ادیان شرق آسیا (انگلیسی: East Asian religions) در مطالعه دین‌شناسی تطبیقی، ادیان شرقی آسیا یا ادیان تائوئیک است که زیرمجموعه‌ای از ادیان شرقی را تشکیل می‌دهند. این گروه به‌طور کلی شامل مذاهب چینی می‌شود، که شامل عبادت اجدادی، ادیان سنتی چینی، کنفسیوس‌گرایی، تائوئیسم و به اصطلاح سازمان‌های نجات بخش محبوب (مانند ییگاندائو و ویکسینی است، و همچنین عناصری از بودیسم مهایانه که هسته اصلی بودیسم چین و بودیسم شرق آسیا را به‌طور کلی تشکیل می‌دهند.